# Lokendra Bahadur Chand
Lokendra Bahadur Chand (लोकेन्द्र बहादुर चन्द - Lokendra Bahādura Canda; distretto di Baitadi, 15 febbraio 1940) è un politico nepalese, Primo ministro del Nepal dal 1983 al 1986, nel 1990, nel 1997 e dal 2002 al 2003.
È uno dei principali sostenitori della monarchia. Durante i primi due mandati non apparteneva ad alcun partito politico, ma a partire dal 1997 ha rappresentato il Rastriya Prajatantra Party (RPP), di tendenze conservatrici e monarchiche. Il quarto mandato è iniziato l'11 ottobre 2002, appena una settimana dopo la destituzione, da parte del re Gyanendra, del governo guidato da Sher Bahadur Deuba. Chand è stato forzato a rassegnare le dimissioni nel 2003 dopo le proteste di massa e l'intensificazione della guerra civile contro i ribelli del partito maoista.